# Sendeturm Bern-Bantiger
Der Sendeturm Bern-Bantiger ist ein 197 Meter hoher Sendeturm in Stahlbetonbauweise knapp unterhalb des Gipfels des Berges Bantiger (947 Meter über dem Meer) bei Bolligen in der Schweiz. Mit dem Bau begonnen wurde 1992, die Einweihung erfolgte 1997. Er wird zur Kommunikation von öffentlichen und privaten Diensten über Funkkanäle für die Region um die Stadt Bern genutzt.

## Geschichte
- Von 1954 bis 1955 erstellte die schweizerische PTT auf dem Gipfel als Provisorium eine unterkellerte Holzbaracke für die Sendetechnik, einen Stahlgitter-Sendeturm von 60 Metern Höhe und eine Richtstrahl-Antennenanlage.[2] Anlass des Baues war die Fußball-Weltmeisterschaft 1954 in der Schweiz, als Fussballspiele das erste Mal in Europa live gesendet wurden. Die aus dem Fussballstadion Wankdorf kommenden Bilder wurden per Richtfunk über den Bantiger und das Jungfraujoch als Funkrelaisstation übertragen. Erstmals wurden damals europäische Netze für Fernsehübertragungen zusammengeschlossen.
- Am 24. Dezember 1954 erfolgt die erste versuchsweise Aussendung des Deutschschweizer Fernsehens für die Berner Bevölkerung.
- Die ersten Sendungen von Schweizer Radio DRS wurden 1955 über UKW-Rundfunk verbreitet.
- Die Anlage wurde 1966 um bessere UHF-Antennen erweitert, die Turmhöhe stieg auf 100 Meter. Weiter erstellte die PTT Telecom das heutige Sendegebäude. Dieses umfasste neben den technischen Räumen auch eine Werkstatt, Büros, Aufenthaltsraum, Küche, Dusche und zwei Schlafzimmer. Für die Öffentlichkeit wurde zudem eine Aussichtsterrasse erstellt.
- Das Farbfernsehsystem PAL wurde 1968 offiziell eingeführt.
- Die Aufschaltung des neuen UKW-Programms DRS 3 erfolgte 1983.
- Der Startschuss für den neuen Turm fiel 1990 mit einem Architekturwettbewerb.[3] Die Bauarbeiten für den neuen Turm begannen 1992. Der Betonturm wurde 1993 erstellt. Die Stahlterrassen sowie der Treppenturm und der Stahlrohrmast wurden 1994 montiert. Zuoberst auf der Turmspitze befindet sich ein besonderes Kunstobjekt. Der 2005 verstorbene Berner Künstler Carlo E. Lischetti installierte dort das 1,4 Meter hohe stählerne Denkmal an die Nähnadel. Die Betriebseinrichtungen wurden 1995 eingebaut und 1996 Antennen und Kabel montiert. Die Kosten betrugen insgesamt 26 Millionen Schweizer Franken. Der neue Turm nahm 1996 die Sendearbeit auf und der alte Turm wurde abgebrochen.
- Die Inbetriebnahme des DVB-T (Digital Video Broadcasting-Terrestrial)-Dienstes erfolgte 2007. Zu diesem Zeitpunkt wurde der analoge Fernsehdienst beendet.
- Ebenfalls erfolgte 2007 die Inbetriebnahme des digitalen Radiodienstes DAB+ (Digital Audio Broadcasting) mit SwissMediaCast Layer 1, 2009 gefolgt von SwissMediaCast Layer 2.
- Dieser Sendeturm dient auch zur Übertragung und Überwachung von Mobilfunk-, Richtfunk- und Sicherheitsfunksignalen (z. B. für Behörden und Organisationen wie die REGA und Sicherheit Polycom (Schweiz)) genutzt. Polycom ist das nationale Funksystem der Behörden und Organisationen für Rettung und Sicherheit (BORS). Dazu wurde 2010 ein neuer Richtfunkknoten erstellt.
- 2013 erfolgte die Inbetriebnahme des weiterentwickelten DAB+ mit SwissMediaCast Layer 3.
- Ab 2019 wurde der Fernsehdienst DVB-T eingestellt, sodass seither die Bezeichnung Fernsehsendeturm nicht mehr zutrifft.
- Die vorhandene Infrastruktur (wie z. B. Mast und Senderäume) wird heute mit Mitbenutzern (z. B. Mobilfunkanbietern) geteilt (Co-Location).
- Der Sendeturm ist ebenfalls Empfangsstation für das Low Power Network (Teil des schweizweiten Netzes für das Internet der Dinge, welches Swisscom als erste Anbieterin gebaut hat und betreibt).[4]
- Am 31. Dezember 2024, um Mitternacht, wurde die UKW-Ausstrahlung der SRG-Programme eingestellt.

## Beschreibung
Der Sendeturm Bern-Bantiger hat eine Aussichtsplattform in 33,7 Meter Höhe, die über eine Aussentreppe mit 154 Stufen zugänglich ist. Oberhalb der öffentlich begehbaren Plattform befindet sich eine für die Öffentlichkeit nicht zugängliche verglaste Richtfunkkanzel. Unterhalb dieser Kanzel befinden sich die Richtfunkantennen. Der Turmschaft hat einen Durchmesser von 32 Meter und verjüngt sich nach oben hin bis auf 16,8 Meter. Auf der Höhe von 60,9 Metern setzt sich ein 126,8 Meter hoher Antennenmast fort, der Radiorundfunk- und Mobilfunkantennen beherbergt. Der im Verhältnis zum Turmschaft mehr als doppelt so lange Antennenmast ist stilprägend für diesen Sendeturm.
Dieser Sendeturm ist von einem Parkplatz oberhalb Stettlen bei Ferenberg in 20 Minuten Fussweg oder von der Ortschaft Bantigen auf einem schönen Naturweg in 30–40 Minuten zu erreichen.
Besucherführungen (max. 25 Personen, Dauer 60 Minuten) und die Nutzung eines Sitzungszimmers (max. 15 Personen) sind möglich.

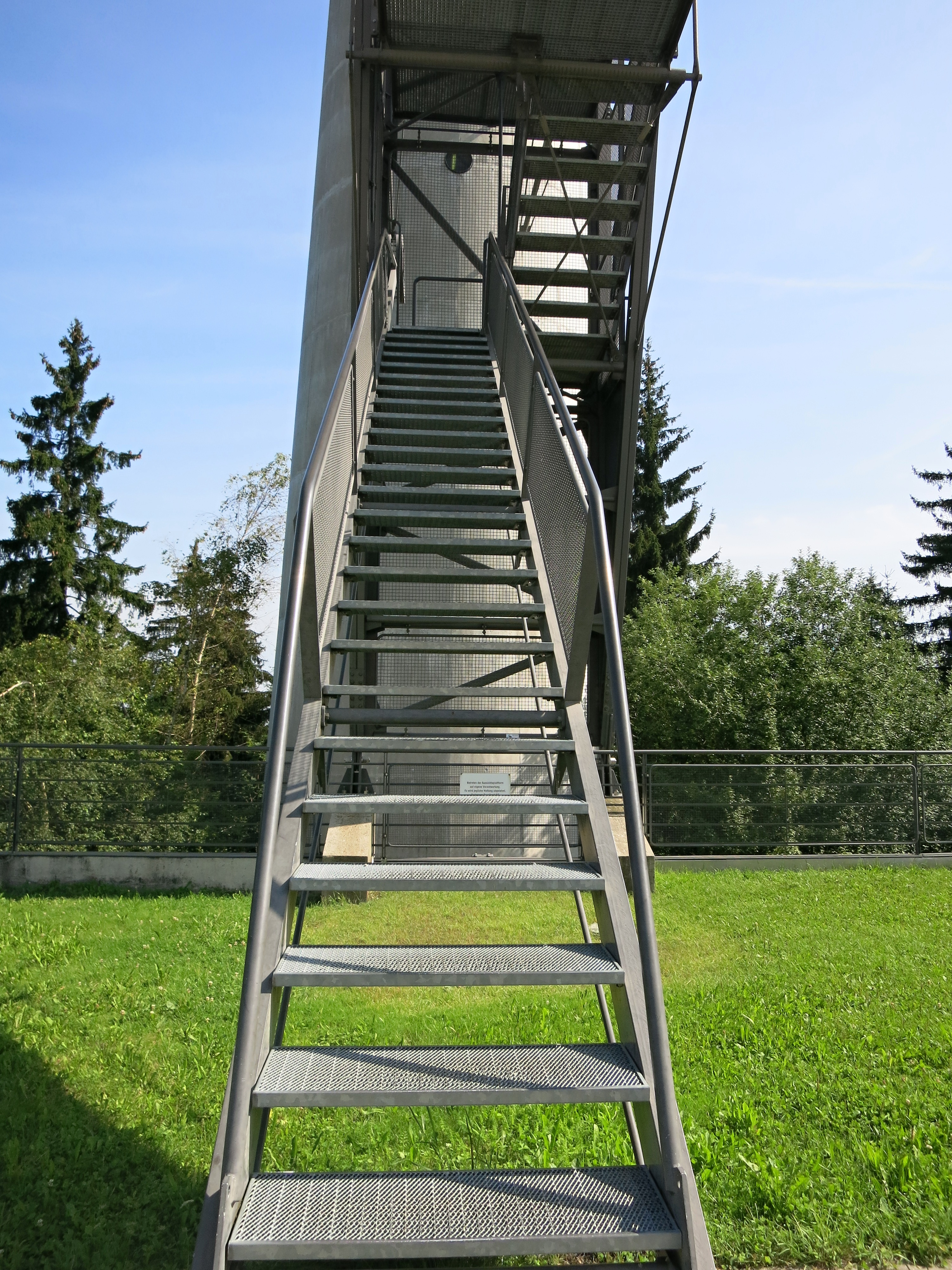
Untere Treppe
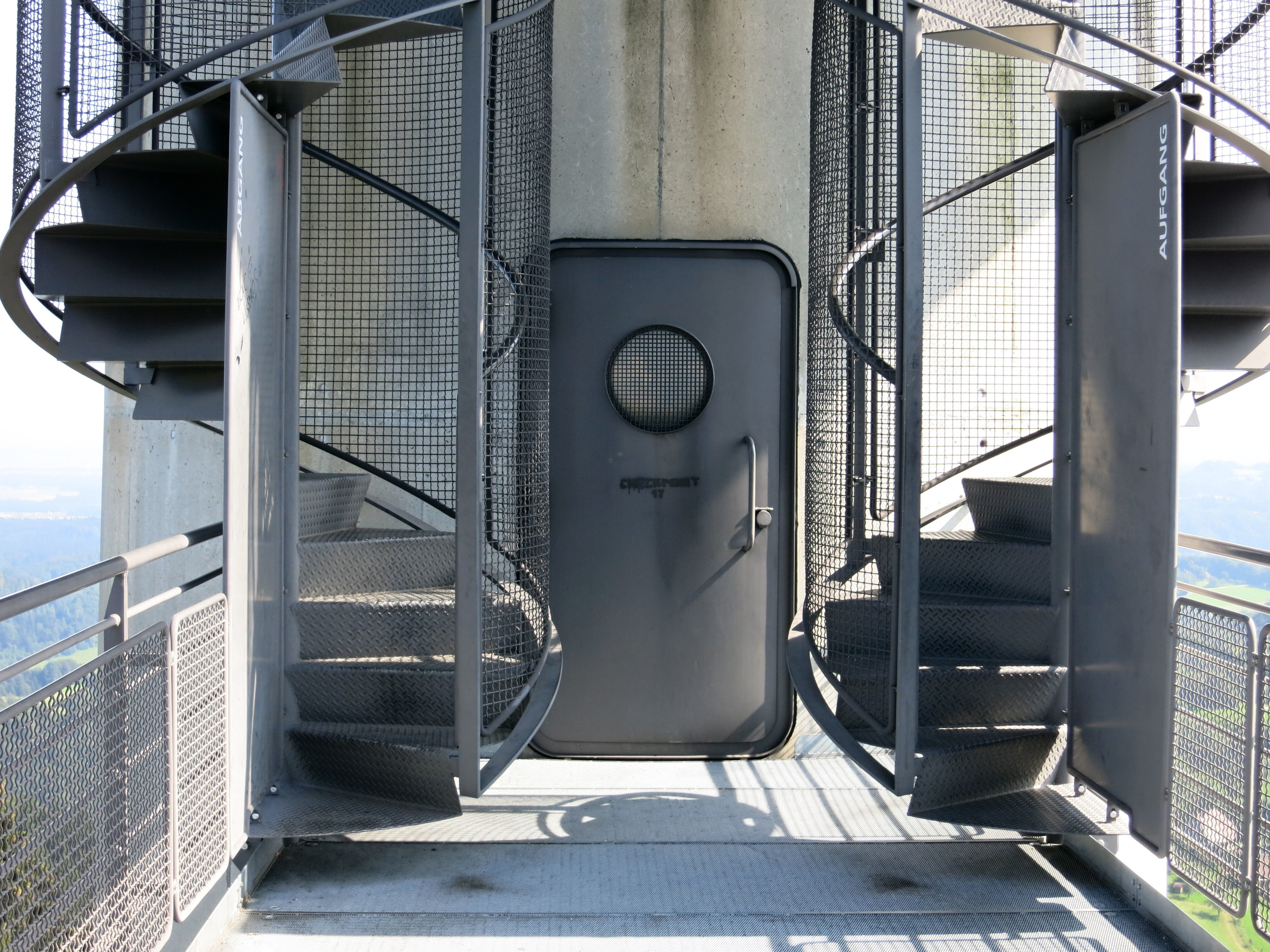
Wendeltreppen
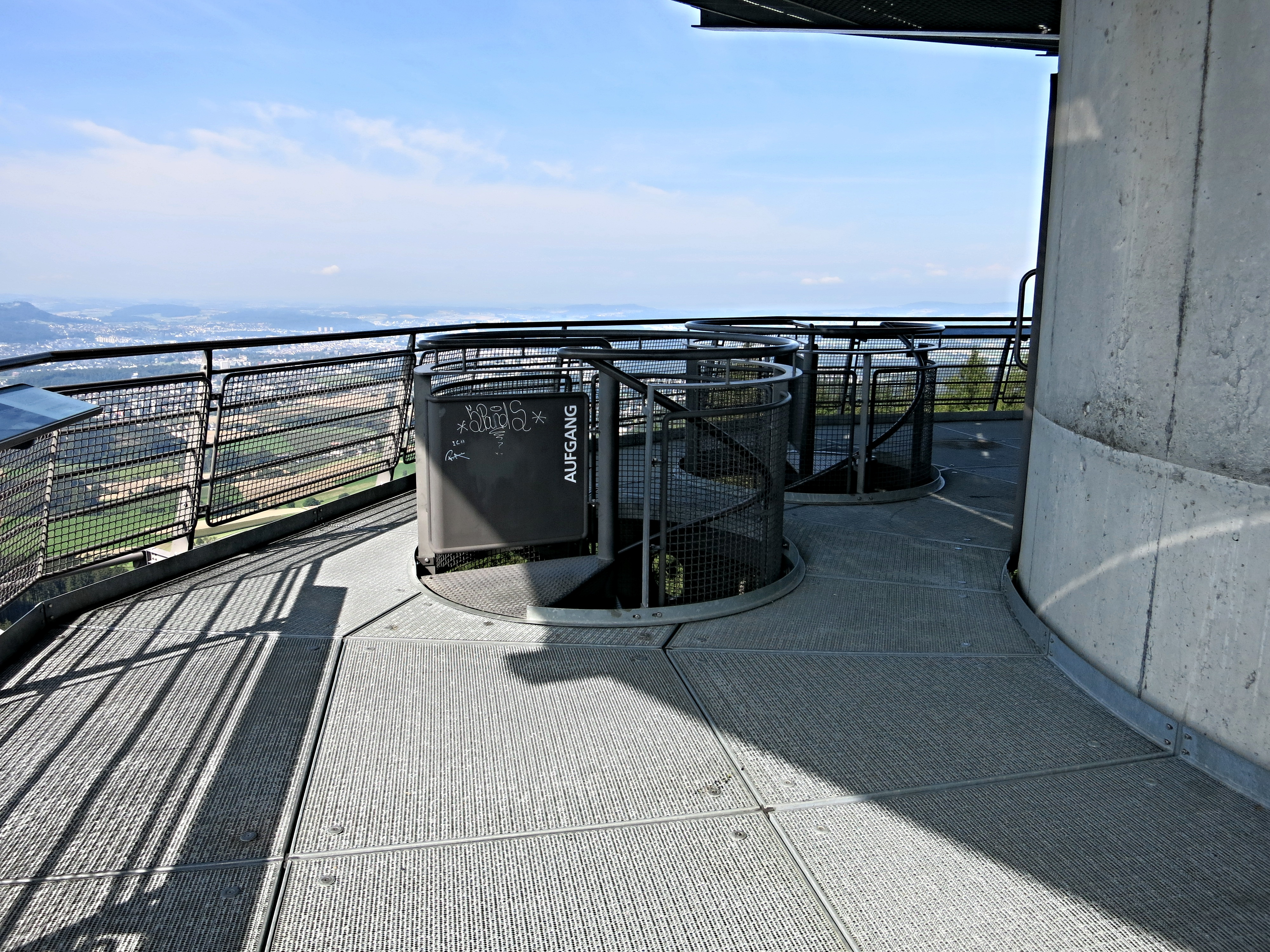
Aussichtsplattform
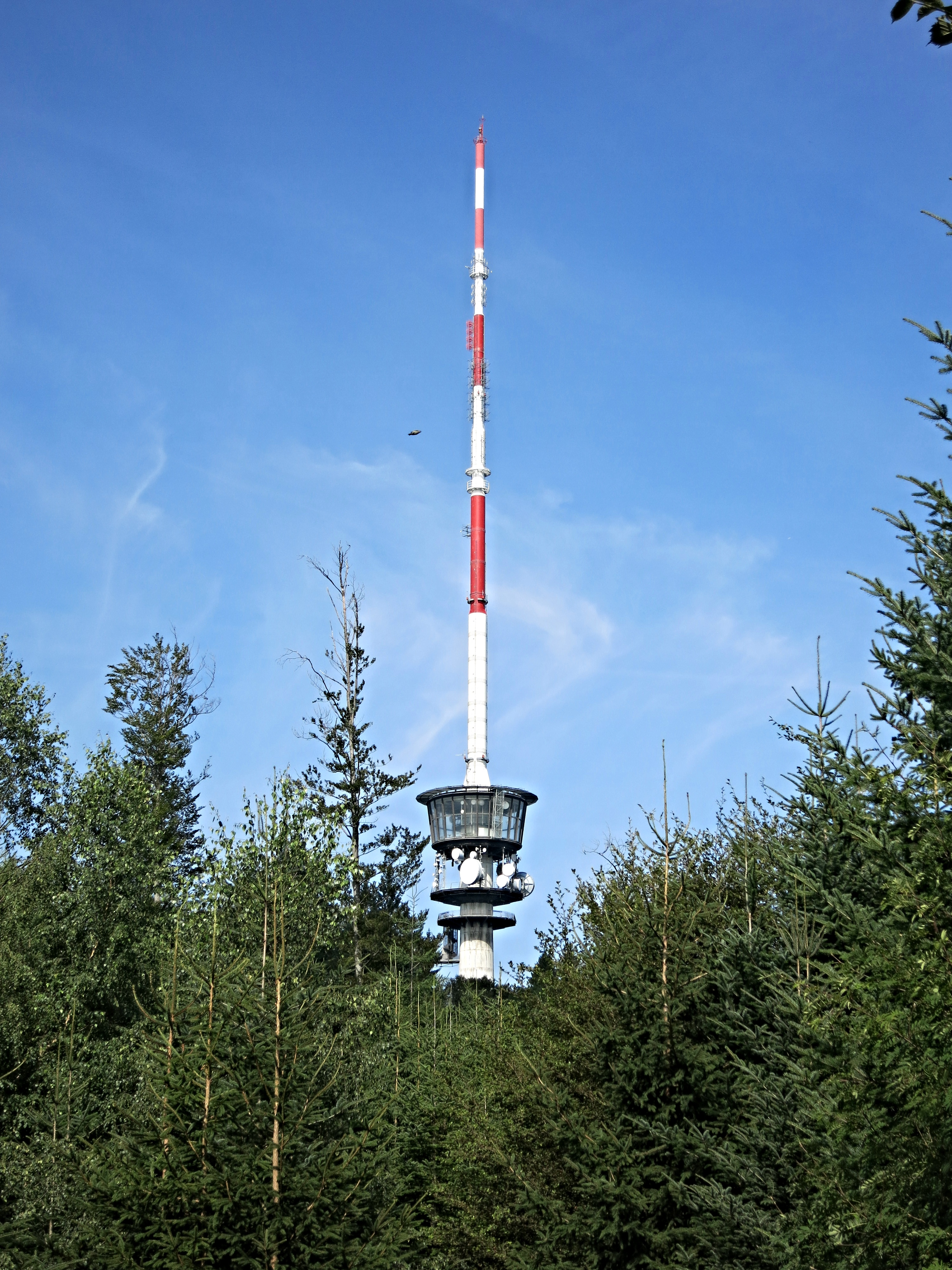
Fernsehturm Bern-Bantiger
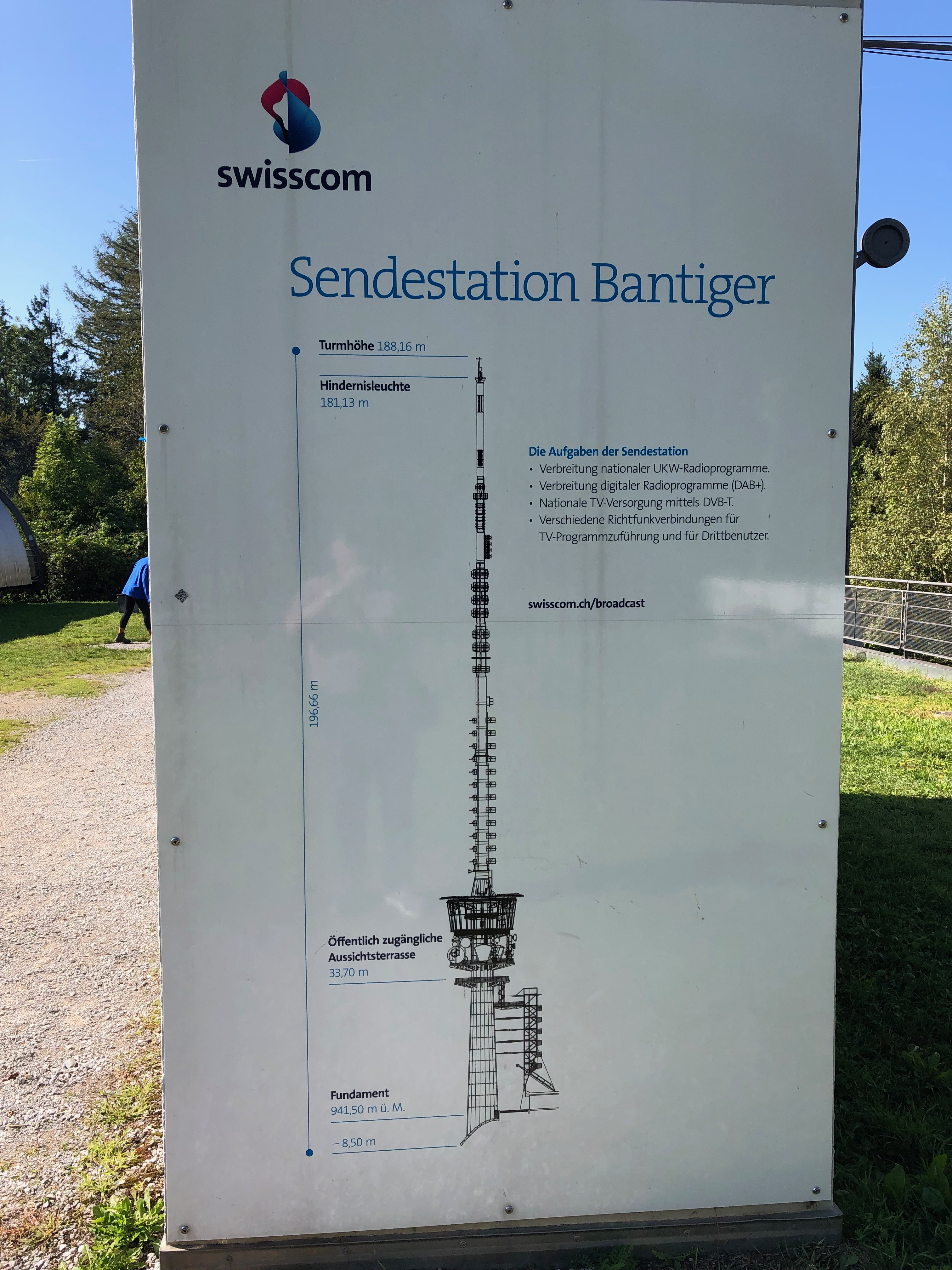
Infotafel Sendestation
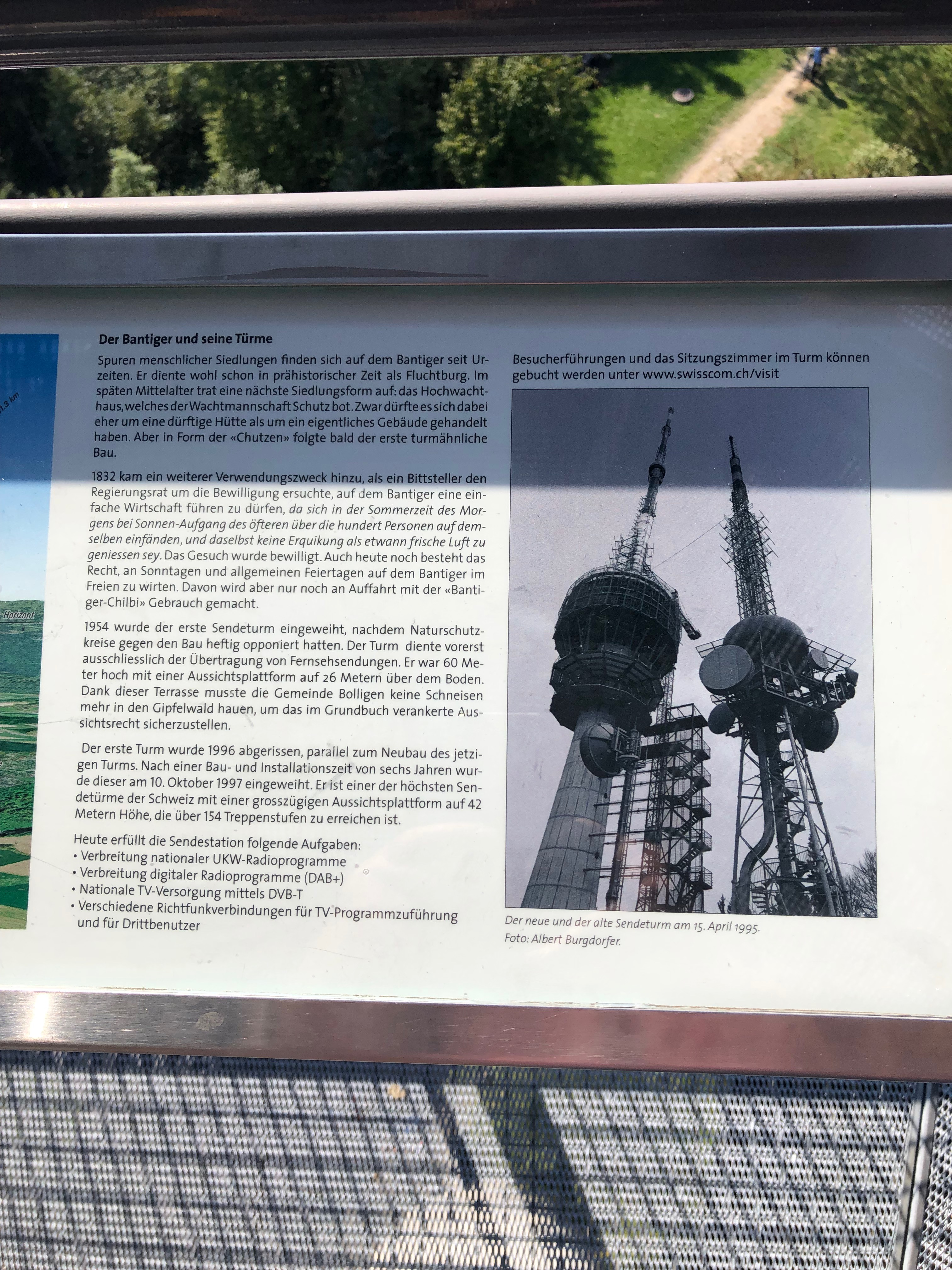
Alter und neuer Sendemast auf einer Schautafel

## Dienste und Frequenzen

### Analoges Radio (UKW)
| Frequenz (in MHz) | Programm     | RDS PS   | RDS PI | Regionalisierung | ERP (in kW) | Antennendiagramm rund (ND)/gerichtet (D) | Polarisation horizontal (H)/vertikal (V) |
| ----------------- | ------------ | -------- | ------ | ---------------- | ----------- | ---------------------------------------- | ---------------------------------------- |
| 95,6              | Radio RaBe   | RABE____ | 401A   | –                | 0,5         | D (200–250°)                             | H/V                                      |
| 97,7              | Radio Bern 1 | _BERN1__ | 4F08   | –                | 1           | D (200–250°)                             | H/V                                      |
| 101,7             | Energy Bern  | _ENERGY_ | 4F02   | –                | 1           | D (200–250°)                             | H/V                                      |

### Digitales Radio (DAB)
DAB wird in vertikaler Polarisation und im Gleichwellenbetrieb mit anderen Sendern ausgestrahlt.
| Block                       | Programme | ERP (in kW) | Antennendiagramm rund (ND), gerichtet (D) | Gleichwellennetz (SFN) |
| --------------------------- | --- | ----------- | ----------------------------------------- | --- |
| 7D SMC_D02 (SUI0010F)       | DAB-Block der SwissMediaCast: - Rete Tre (64 kbit/s DAB+) - Radio Eviva (64 kbit/s DAB+) - Radio Life Channel (64 kbit/s DAB+) - Energy Zürich (64 kbit/s DAB+) - Energy Basel (64 kbit/s DAB+) - Energy Bern (64 kbit/s DAB+) - Radio Maria (64 kbit/s DAB+) - Radio Argovia (64 kbit/s DAB+) - Radio Top (64 kbit/s DAB+) - Radio Central (64 kbit/s DAB+) - Radio 24 (64 kbit/s DAB+) - ERF Plus (64 kbit/s DAB+) - Radio Zürisee (64 kbit/s DAB+) - Radio Pilatus (64 kbit/s DAB+) - Vintage Radio (64 kbit/s DAB+) - Flashback FM (64 kbit/s DAB+) - Radio Central 2 (64 kbit/s DAB+) - Radio Melody (64 kbit/s DAB+)            | 5           | ND                                        | - Aargau: Baden-Freienwil (Hörndli), Frick (Frickberg), Villigen (Geissberg), Wasserflue - Appenzell Ausserrhoden: Herisau (Ramsen), Schwellbrunn (Fuchsacker), Wildhaus (Säntis) - Bern: Adelboden (Wintertal), Adlemsried, Bern (Bantiger), Biel (Bözingenberg), Diemtigen (ufem Chrütz), Burgdorf-Oberburg (Rothöchi), Geissholz, Höfen (Beisseren), Huttwil (Hohfuren), Kandersteg (Büel), Langnau i.E. (Hirschmatt), Lauterbrunnen (Männlichen), Lenk-Metschstand (Hahnenmoos), Matten (Chlyne Ruuge), Saanen (Hornfluh), Zweisimmen (Heimersberg-Hüppiweid) - Basel-Land: Nenzlingen (Eggflue), Sissach (Metzenholden) - Basel-Stadt: Basel (St. Chrischona) - Freiburg: Fribourg (Hôpital) - Glarus: Engi (Lindenbodenberg), Linthal-Braunwald (Nussbüel-Schleimen), Sool (Trogsite) - Graubünden: Arosa-Dorf (Hinterwald), Davos-Dischma (Dorfberg), Klosters (Gotschnagrat), Medel-Curaglia (Vergera), Mon (Scarnoz), Morissen (San Carli), Trun (Axenstein 411), Valzeina (Mittagplatte), Versam (Uaul Scardanal) - Luzern: Geuensee (Höchweidwald), Schüpfheim (Vöglisbergegg), Sörenberg (Rischli), Willisau (Ankenloch) - Nidwalden: Engelberg-Wolfenschiessen (Stöck) - St. Gallen: Rüthi (Bismer), St. Gallen (Chirchli Peter und Paul), Strichboden, Wattwil (Chapf), Ziegelbrücke (Biberlichopf) - Schaffhausen: Altdorf (Ried), Osterfingen (Rossberg), Schaffhausen (Cholfirst), Schleitheim (Mattenhof-Birbiste) - Solothurn: Balsthal (Erzmatt), Olten (Engelberg), Solothurn-Oberdorf (Nesselboden) - Schwyz: Einsiedeln (Chummerweid), Oberiberg (Gadenstatt), Rigi (Kulm) - Thurgau: Bischofszell Sitterdorf (Pierchäller), Mammern (Seehalde), Sirnach (Sirnachberg Bärgholz), Weiningen (Haslibuck) - Uri: Amsteg-Gurtnellen (Unter Axeli), Andermatt (Bäzberg), Attinghausen (Schiltwald) - Zürich: Bülach (Eschenmosen), Bachtel Kulm, Steg-Fischenthal (Waldsberg), Winterthur (Brüelberg), Zürich (Uetliberg), Zürich (Zürichberg) - Deutschland: Bad Säckingen (Eggberg), Konstanz (Fernmeldeamt), Waldshut (Aarberg), Hohentengen (Wannenberg) - Österreich: Bregenz (Pfänder) |
| 8B SMC_D03 BE-FR; (SUI4203) | DAB-Block der SwissMediaCast: - Radio Swiss Classic (64 kbit/s DAB+) - Radio Swiss Jazz (64 kbit/s DAB+) - Option Musique (64 kbit/s DAB+) - Couleur 3 (64 kbit/s DAB+) - Radio Bern 1 (64 kbit/s DAB+) - Radio BeO (64 kbit/s DAB+) - RadioFr. (64 kbit/s DAB+) - Radio 32 (64 kbit/s DAB+) - Canal3 (64 kbit/s DAB+) - neo1 (64 kbit/s DAB+) - Sunshine Radio (64 kbit/s DAB+) - Radio Freundesdienst (64 kbit/s DAB+) - Radio Gloria (64 kbit/s DAB+) - Virgin Rock Radio (64 kbit/s DAB+) - Energy Luzern (64 kbit/s DAB+) - GOAT Radio (64 kbit/s DAB+) - Thaalam Thamil 1 (64 kbit/s DAB+) - Radio RaBe (64 kbit/s DAB+)        | 5           | ?                                         | - Bern: Adelboden (Wintertal), Bern (Bantiger), Boltigen (Adlemsried), Brienz (Wellenberg), Burgdorf-Oberburg (Rothöchi), Chasseral, Diemtigen (Ufem Chrütz), Höfen (Beisseren), Huttwil (Hohfuren), Kandersteg (Büel), Köniz (Ulmizberg), Langnau im Emmental (Hirschmatt), Lauterbrunnen (Männlichen), Lenk-Metschstand (Hahnenmoos), Matten bei Interlaken (Ruuge), Orvin (Bözingenberg), Saanen (Hornfluh), Schattenhalb (Geissholzli), Zweisimmen (Heimersberg-Hüppiweid) - Freiburg: Freiburg (Kantonsspital) - Solothurn: Balsthal (Erzmatt), Dulliken (Engelberg), Oberdorf (Nesselboden) |
| 12C SRG SSR D01 (SUI0010A)  | DAB-Block der SRG SSR idée suisse: - Radio SRF 1 AG SO+ (64 kbit/s DAB+) - Radio SRF 1 BE FR VS+ (64 kbit/s DAB+) - Radio SRF 1 BS+ (64 kbit/s DAB+) - Radio SRF 1 GR+ (64 kbit/s DAB+) - Radio SRF 1 LU+ (64 kbit/s DAB+) - Radio SRF 1 SG+ (64 kbit/s DAB+) - Radio SRF 1 ZH SH+ (64 kbit/s DAB+) - Radio SRF 2 Kultur+ (96 kbit/s DAB+) - Radio SRF 3+ (72 kbit/s DAB+) - Radio SRF 4 News+ (56 kbit/s DAB+) - Radio SRF Musikwelle+ (72 kbit/s DAB+) - Radio SRF Virus+ (72 kbit/s DAB+) - RSI Rete Uno+ (72 kbit/s DAB+) - RTS Première (72 kbit/s DAB+) - Radio Rumantsch+ (72 kbit/s DAB+) - Radio Swiss Pop+ (64 kbit/s DAB+) | 31.6        | ?                                         | - Aargau: Baden-Freienwil (Hörndli), Frick (Frickberg), Hellikon, Möriken-Wildegg (Chestenberg), Reuenthal (Ried), Rietheim, Villigen (Geissberg), Wasserflue - Appenzell Ausserrhoden: Herisau (Ramsen), Wildhaus (Säntis) - Basel-Land: Langenbruck, Läufelfingen, Liestal (Seltisberg), Nenzlingen (Eggflue), Sissach (Metzenholden), Waldenburg (Richtiflu), Ziefen (Chöpfli) - Basel-Stadt: Basel (St. Chrischona) - Bern: Adelboden (Wintertal), Bern (Bantiger), Biel-Magglingen (Evilard Hohmatt), Boltigen (Jaunpass chline Bäder), Brienz (Wellenberg), Burgdorf-Oberburg (Rothöchi), Chasseral, Diemtigen,(Zwischenflüh), Dornegg (Rütschelen), Eggiwil (Hinterer Girsgrat), Gadmen-Hopflauenen (Hopflauiwald), Heimenschwand (Buchholterberg Schafegg), Höfen (Beisseren), Ins (Schaltenrain-Fürstengräber), Kandersteg (Büel), Konolfingen (Neuhaus), Langnau im Emmental (Hirschmatt), Lauterbrunnen (Männlichen), Lenk-Metschstand (Hahnenmoos), Niederhorn, Saanen (Hornfluh), Wyssachen (Mösli), Zweisimmen (Heimersberg-Hüppiweid) - Freiburg: Flamatt (Sonnhalde Silo), Guggisberg (Gusteren Zollhaus), Gurmels (Cordast) - Glarus: Engi (Lindenbodenberg), Glarus (Bergli), Linthal-Braunwald (Nussbüel-Schleimen) - Graubünden: Valzeina (Mittagplatte) - Luzern: Escholzmatt (Wiggen Mittlist Äbnit), Geuensee (Höchweidwald), Schüpfheim (Vöglisbergegg), Sörenberg (Rischli), Willisau (Aegerten), Wolhusen - Nidwalden: Engelberg-Wolfenschiessen (Stöck) - Obwalden: Sarnen-Obstalden (Moosacher) - Schaffhausen: Altdorf, Bargen, Schaffhausen (Cholfirst), Schleitheim (Mattenhof-Birbiste), Thayngen (Wippel) - Schwyz: Einsiedeln (Chummerweid), Oberiberg (Gadenstatt), Rigi (Kulm) - Solothurn: Balsthal (Erzmatt), Grindel (Moretchopf), Mümliswil (Regenrain), Olten (Engelberg), Rodersdorf (Grundacker), Solothurn-Oberdorf (Nesselboden), Welschenrohr (Räckholderhube) - St. Gallen: Rüthi (Bismer), St. Gallen (Chirchli Peter und Paul), Mels-Weisstannen (Eggli), Pfäfers-Vättis (Vättnerberg-Geisegg), Rorschach, Wattwil (Chapf), Ziegelbrücke (Biberlichopf) - Thurgau: Bischofszell Sitterdorf (Pierchäller), Elgg (Schneitberg), Fischingen-Dussnang (Tolebärg), Mammern (Seehalde), Ottenberg, Sirnach (Sirnachberg Bärgholz), Weiningen (Haslibuck) - Uri: Andermatt (Bäzberg), Andermatt (Nätschen), Attinghausen (Schiltwald), Spiringen-Bürglen (Eggenbergli) - Wallis: Binn (Giesse), Ferden (Färdaried), Feschel (Wilerzälg), Gondo (Alpje), Leukerbad (Bodmen), Saas-Fee (Plattjen), Visperterminen (Gebidem), Zermatt (Riffelalp), Zwischbergen-Simplon (Feerberg) - Zürich: Bachtel Kulm, Bülach (Eschenmosen), Steg-Fischenthal (Waldsberg), Wildberg (Egg Drifurri), Winterthur (Brüelberg), Zürich (Uetliberg), Zürich (Zürichberg) - Deutschland: Bad Säckingen (Eggberg), Konstanz (Fernmeldeamt), Hohentengen (Wannenberg) - Österreich: Bregenz (Pfänder) |

### Private Sicherheitsfunkysysteme
BORS arbeitet im UHF-Frequenzbereich auf Frequenzen zwischen 380 und 400 Megahertz.